# Adoption en Belgique
Pour les autres articles nationaux ou selon les autres juridictions, voir Adoption (homonymie).
Les conditions d’âge et d’état civil exigées pour la demande d'adoption en Belgique (tant pour l’adoption interne que pour l’adoption internationale) sont :
- Être âgé de 25 ans minimum (18 ans minimum, en cas d’adoption de l’enfant du conjoint)
- Avoir 15 ans de plus que l’adopté (10 ans de plus, en cas d’adoption de l’enfant du conjoint)
- Être soit :
  - un couple marié, de sexe différent ou de même sexe
  - un couple cohabitant légal, de sexe différent ou de même sexe, non liés par un lien de parenté ou d’alliance entraînant une prohibition de mariage
  - un couple cohabitant de fait depuis au moins trois ans, de sexe différent ou de même sexe, non liés par un lien de parenté ou d’alliance entraînant une prohibition de mariage
  - une personne seule
- Avoir suivi la préparation
- Être jugé qualifié et apte à adopter par le tribunal de la jeunesse
- Dans certains cas, les personnes de nationalité étrangère doivent éventuellement respecter également les critères de leur loi nationale.

Pour l’adoption internationale :
- Respecter les critères cités ci-dessus prévus par la loi belge
- Répondre à certaines exigences liées à la législation ou aux exigences du pays d’origine de l’enfant, tels que, notamment :
  - âge de l’adoptant, de l’adopté, et différence d’âge entre les deux
  - statut civil des adoptants
  - état de santé des adoptants
  - autres critères éventuels

Dans certains cas, les personnes de nationalité étrangère doivent éventuellement respecter également les critères de leur loi nationale.